# Christian Lindblom
Christian Fredrik Lindblom, född 15 november 1839 i Flisby socken, Jönköpings län, död 19 januari 1917 i Askeby landskommun, Östergötlands län, var en svensk präst

## Biografi
Christian Lindblom föddes 1839 på Svamperyd i Flisby socken. Han var son till hornblåsaren vid Jönköpings regemente Samuel Lindblom och Anna Christina Persdotter. Lindblom studerade vid Fjellstedtska skolan och tog studentexamen i Uppsala. Han blev höstterminen 1868 student vid Uppsala universitet och avlade teoretisk teologisk examen 31 januari 1870 och praktisk teologisk examen 24 maj 1870. Lindblom prästvigdes 22 juni 1870 och avlade 18 oktober 1870 pastoralexamen. Han blev 3 april 1871 komminister i Oppeby församling, Hägerstads pastorat, tillträde samma år och kyrkoherde 29 april 1886 i Askeby församling med tillträde samma år. Lindblom var från 2 mars 1898 till 30 april 1911 kontraktsprost i Bankekinds kontrakt. År 1911 blev han ledamot av Vasaorden. Han avled 1917 i Askeby landskommun.

### Familj
Lindblom gifte sig 15 maj 1871 med Anna Emilia Sehman (1843–1912). Hon var dotter till kaptenen vid Svea artilleriregemente Adolf Ludvig Sehman och Johanna Emilia Östberg i Landeryds socken. De fick tillsammans barnen Ester Anna Maria (1872–1900), Josef Adolf Fredrik (1873–1886), Naemi Augusta (född 1875), David Theodor (född 1876), Elisabet Dorotea (1878–1904), Salome Emilia (född 1880), Johannes Lindblom (1882–1974), Samuel Teofili (född 1884), Hanna Adèle (född 1886) och Andreas Lindblom (1889–1977).